# Vale de Frades
Vale de Frades ist ein Ort und eine ehemalige Gemeinde (Freguesia) im portugiesischen Kreis Vimioso. Die Gemeinde hatte 160 Einwohner (Stand 30. Juni 2011).
Am 29. September 2013 wurden die Gemeinden Vale de Frades und Avelanoso zur neuen Gemeinde União das Freguesias de Vale de Frades e Avelanoso zusammengeschlossen.